# Craspedosis longigutta
Craspedosis longigutta är en fjärilsart som beskrevs av Louis Beethoven Prout 1916. Craspedosis longigutta ingår i släktet Craspedosis och familjen mätare. Inga underarter finns listade i Catalogue of Life.